# American Elements
American Elements є світовим виробником і дистриб’ютором передових матеріалів із понад 35 000-сторінковим  онлайн-каталогом продукції та компендіумом інформації про хімічні елементи, передові матеріали та застосування високих технологій. Штаб-квартира компанії та освітні програми знаходяться в Лос-Анджелесі, Каліфорнія. Його науково-виробничі потужності розташовані в Солт-Лейк-Сіті, штат Юта; Монтеррей, Мексика; Китай; і Манчестер, Великобританія.

## Інтернет-ресурси
- Офіційний сайт